# Gràntids
Els gràntids (Grantiidae) són una família d'esponges calcàries (Calcarea). Va ser descrita per Arthur Dendy el 1892.

## Gèneres
Els següents gèneres pertanyen a la família Grantiidae:
- Amphiute (Hanitsch, 1894)
- Aphroceras (Gray, 1858)
- Grantia (Fleming, 1828)
- Leucandra (Haeckel, 1872)
- Leucandrilla (Borojevic, Boury-Esnault & Vacelet, 2000)
- Leucettaga (Haeckel, 1872)
- Paragrantia (Hôzawa, 1940)
- Sycandra (Haeckel, 1872)
- Sycodorus (Haeckel, 1872)
- Sycute (Dendy & Row, 1913)
- Synute (Dendy, 1892)
- Teichonopsis (Dendy & Row, 1913)
- Ute (Schmidt, 1862)